# Petr Stach (herec)
Petr Stach (* 29. června 1974 Jablonec nad Nisou) je český herec. V letech 1996–2001 studoval herectví na katedře alternativního a loutkového divadla na DAMU. Od roku 1999 působí v divadle Minor. Hrál také v Rokoku. V Národním divadle hrál v jazzové opeře Jiřího Suchého a Jiřího Šlitra Dobře placená procházka a hraje i v jejím záznamu určeném pro kina. Ve filmu debutoval rolí vojína Dubálka v Tobruku (2008), v televizi začínal v seriálu Bazén.
Veřejně známým se stal až rolí Jiřího Palacha, bratra upáleného Jana Palacha, ve filmu Hořící keř a hlavně postavou kapitána Anděla v úspěšném detektivním seriálu Případy 1. oddělení.
Spolupracuje také s hudební skupinou Noční optika.

## Filmografie
- 1999 Černá Carmen Dorothy Dandridge (CZ dabing)
- 2005 Bazén – Dudák
- 2006 Shooter's Dreams – Shuster
- 2008 Tobruk – vojín Dubálek
- 2008 Coluche, příběh jednoho chlápka – Aldo (CZ dabing)
- 2008 Lovecká sezóna 2 – Carda (CZ dabing)
- 2009 Dobře placená procházka – Uli
- 2009 Zločiny z vášně – Jerry Dennings (CZ dabing)
- 2009 Rytmus v patách – SNB man
- 2010 Omán – růže z pouště – komentář (CZ dabing)
- 2010 Králova řeč – (CZ dabing)
- 2010 Sherlock – Ajay (CZ dabing)
- 2011 Lidice – Stříbrný
- 2012 Tajemství a smysl života – farář
- 2012 Okresní přebor – Poslední zápas Pepika Hnátka – Fanda Duchoň
- 2012 Kriminálka Anděl – streetworker Jiří Dušek
- 2013 Láska, soudruhu – Václav
- 2013 Bez ohledu – Vladimír
- 2013 Motiv – Greg (CZ dabing)
- 2013 L.H. – velitel
- 2013 Stíny nad jezerem – Pyke (CZ dabing)
- 2013 Příběh kmotra
- 2013 Nevinné lži
- 2013 Hořící keř – Jiří Palach
- 2014 Případy 1. oddělení – kpt. Petr Anděl
- 2014 Mazalové
- 2015 Rodinný film
- 2015 Laputa – Kokos
- 2015 Jan Hus – Jindřich Lefl z Lažan
- 2016 Moje zahrádka
- 2016 Slíbená princezna – strážce Spoleh
- 2016 Případy 1. oddělení – kpt. Petr Anděl
- 2017 Dáma a Král
- 2017 Život a doba soudce A. K.
- 2017 Vánoční svatba sněhuláka Karla
- 2017 Marie Terezie – Mikoláš Esterházy (CZ dabing)
- 2017 Nejlepší přítel – sluha barona Vincek
- 2017 Policie Modrava
- 2017 Mazalové
- 2017 Specialisté
- 2017 Single Lady
- 2017 Modrý kód
- 2017 Bohéma – režisér Martin Frič
- 2017 Četníci z Luhačovic – John Wohrischek
- 2018 První republika III – Koucký
- 2018 Balada o pilotovi – kapitán Althozer
- 2018 Vzteklina – Gabrielin exmanžel
- 2018 Labyrint – Viktor Kostka
- 2018 Ohnivý kuře
- 2018 Skautská pošta 1918 – Josef Rössler–Ořovský
- 2018 První republika – Jindřich Koucký
- 2019 Živé terče – Ondřej Čech
- 2019 Občanka
- 2019 Nabarvené ptáče
- 2020 Kryštof
- 2020 Hlasy
- 2020 Vysoká hra
- 2021 Simpsonovi – Seymour Skinner (CZ dabing od 32. série – roli převzal po Dalimilu Klapkovi)
- 2023 Zlatá Labuť - Rudolf Kučera

## Divadlo

### Minor
- 2005 Klapzubova jedenáctka
- 2005 Vinnetou aneb Věčná loviště for everybody – role Sama Hawkense
- 2007 Psina
- 2008 Popelka
- 2008 Pojízdný lunapark Schworz
- 2009 Tisíc a jedna noc – Násir
- 2009 Konžert
- 2011 Kocourkov!

### Národní divadlo
- 2007 Dobře placená procházka – role Uli
- 2013 Čarokraj
- 2023 Valerie a týden divů – role Tchoř. (Laterna magica)[2]